# Profession : reporter
Pour la série TV, voir Profession : reporter (série télévisée).
Pour les articles homonymes, voir The Passenger.
Pour plus de détails, voir Fiche technique et Distribution.
Profession : reporter (en italien Professione: reporter, en anglais The Passenger) est un film dramatique hispano-franco-italien réalisé par Michelangelo Antonioni et sorti en 1975.
Il raconte une quête de liberté à travers un changement d'identité : en Afrique, un journaliste échange son identité avec celle de son voisin de chambre qui vient de mourir, pour se lancer dans l'aventure de la liberté. Mais, vite poursuivi par la vie de cet autre, il va s'apercevoir que cette nouvelle identité ne lui convient peut-être pas.
Seizième long métrage d'Antonioni — et considéré comme un de ses films majeurs aux côtés du Désert rouge, de Blow-Up et Zabriskie Point —, Profession : reporter marque le retour du réalisateur italien à la fiction après un long documentaire intitulé Chung Kuo, la Chine. Il s'agit également du premier scénario de Mark Peploe, qui connaîtra la consécration avec Le Dernier Empereur et Little Buddha.

## Synopsis
David Locke cherche à faire l'interview d'un groupe révolutionnaire quelque part en Afrique. Un peu perdu, personne ne semble parler ni anglais ni français, les deux seules langues qu'il maîtrise. Alors qu'il a trouvé un guide et qu'il se dirige vers le camp des révolutionnaires, ils doivent rebrousser chemin, une milice inconnue, semble-t-il hostile, traverse le désert à dos de chameau. Peu après, Locke, cherchant à traverser le désert dans sa Landrover, s'enlise.
De retour à son hôtel, David Locke trouve Robertson, son voisin de chambre, mort d'une crise cardiaque sur son lit. Montré dans un flashback, on constate que les deux hommes ont eu de longues conversations, évoquant leurs voyages et leurs vies ; Robertson semble avoir été une personne libre, qui change de direction et de pays selon son envie. Locke échange sa photo de passeport avec celle de Robertson, décidé à faire croire qu'il est mort pour prendre l'identité de Robertson.
À Londres,  de nombreux hommages télévisés saluent la carrière de David Locke. Sa femme, Rachel Locke, apparemment peu affligée par la mort de son mari, décide pourtant, avec son ami le producteur de télévision Martin Knight, de partir à la recherche de Robertson, qui, pensent-ils, est la dernière personne à avoir vu David Locke en vie. Ils apprennent où il se trouve grâce à la société de prêt de voiture Avis, qui a loué une décapotable au nouveau Robertson.
David Locke, pendant ce temps, sous sa nouvelle identité, se rend à Munich, là où Robertson lui avait dit qu'il devait se rendre et retire une pochette à la consigne de l'aéroport. Cette pochette contient des papiers qui lui prouvent que le véritable Robertson était un marchand d'armes. Rejoint par deux hommes dans une église, il apprend qu'il doit livrer une importante quantité d'armes à un groupe révolutionnaire en Afrique. L'un des deux hommes lui donne une enveloppe remplie de billets, et lui donne rendez-vous à Barcelone.

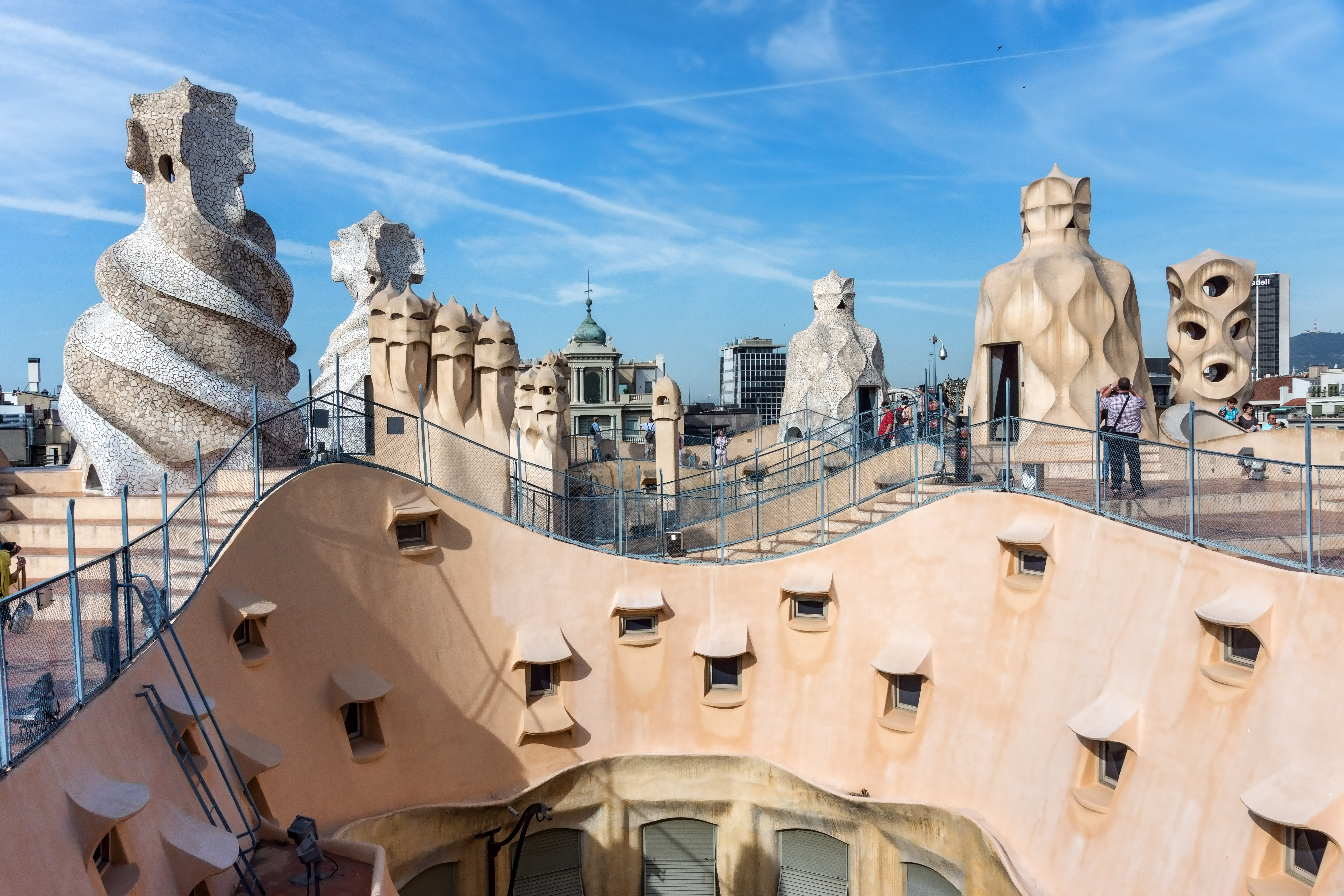
Le toit de la Casa Milà, construite par Gaudí, où se rencontrent pour la première fois Locke (Jack Nicholson) et la jeune femme (Maria Schneider).

Locke se rend donc à Barcelone. Mais les deux hommes qui l'avaient accosté sont emprisonnés et torturés quelque part. Il n'y a donc personne au rendez-vous. Locke s'aperçoit qu'il est poursuivi par Martin Knight. Il s'échappe et se retrouve dans un bâtiment construit par Antoni Gaudí. Là, il parle avec une jeune fille, lui explique succinctement sa situation, sans donner de détail. Il repart, mais s'aperçoit que Martin Knight a pris une chambre dans le même hôtel que lui. Il retourne donc voir la jeune fille, et lui demande d'aller chercher ses affaires et de les lui rapporter.
La jeune fille prend également sa valise, et part avec David Locke. En passant, elle rencontre Martin Knight, qui lui demande s'il peut rencontrer Robertson. Elle lui dit de la suivre en taxi, mais Knight est distancé par sa voiture. Locke et la jeune fille s'aiment dans un hôtel. Il lui expose sa situation en détail. Elle l'encourage à aller au prochain rendez-vous de Robertson. Il y va, mais il n'y a personne.
Ils arrivent dans un restaurant près de Madrid. Des policiers viennent les voir et il leur affirme qu'il cherche une décapotable blanche. C'est la jeune fille qui le suit au centre de police. À son retour, ils décident d'aller dans un hôtel dans Madrid. À l'arrivée, David voit sa femme au téléphone. Il s'enfuit avec la jeune fille, mais il semble que Rachel l'ait reconnu. Ils roulent aussi vite qu'ils peuvent. Des policiers les rattrapent mais Locke réussit à leur échapper et les sème dans la plaine.
Le carter de la voiture percé, ils doivent s'arrêter dans un petit village. David Locke enjoint à la jeune fille de partir à Tanger en bus, tandis que lui la rejoindra dans 3 jours, après être allé au dernier rendez-vous de Robertson. Il s'installe à l'Hôtel de la Gloria. La jeune fille l'attend à l'hôtel : elle n'a pu partir sans lui. Locke lui enjoint une nouvelle fois de partir. Elle sort dans la cour, tandis que Locke se couche sur son lit. Par la fenêtre de la chambre d'hôtel, nous voyons la jeune fille marcher sans savoir où aller, des voitures et des enfants passer. Puis un individu, probablement à la solde de la dictature contre laquelle se battaient les clients de Robertson, passe. Confondu au bruit d'un vélomoteur, on devine le bruit d'un pistolet avec silencieux. Puis on voit les policiers arriver, avec Rachel Locke. Ils entrent dans la chambre d'hôtel, où David Locke gît, mort. Sa femme s'approche de son corps et dit : « Je ne l'ai jamais connu. »

## Fiche technique
Sauf indication contraire, les informations mentionnées dans cette section peuvent être confirmées par les bases de données cinématographiques IMDb et Unifrance,  présentes dans la section « Liens externes ».
- Titre original italien : Professione: reporter
- Titre français : Profession : reporter
- Titre espagnol : El reportero
- Titre anglais : The Passenger
- Réalisation : Michelangelo Antonioni
- Scénario : Mark Peploe, Peter Wollen et Michelangelo Antonioni, d'après une histoire de Mark Peploe
- Musique : Ivan Vandor
- Direction artistique : Piero Poletto
- Décors : Osvaldo Desideri
- Costumes : Louise Stjernsward
- Maquillages : Franco Freda
- Photographie : Luciano Tovoli
- Montage : Michelangelo Antonioni et Franco Arcalli
- Production : Carlo Ponti et Alessandro von Norman
- Sociétés de production : Metro-Goldwyn-Mayer, Compagnia Cinematografica Champion, CIPI Cinematografica et Les Films Concordia
- Sociétés de distribution : Metro-Goldwyn-Mayer (Etats-Unis, Belgique), CIC (Italie)
- Pays de production :  Italie (45,0%),  Espagne (35,0%),  France (20,0%)[1]
- Langues originales : français, anglais, espagnol, allemand[1]
- Format : couleur (Metrocolor) - 35 mm - 1,85:1 - son monophonique
- Durée : 126 minutes
- Dates de sortie : 
  - Italie : 28 février 1975
  - France : mai 1975 (festival de Cannes), 18 juin 1975 (sortie nationale)

## Distribution

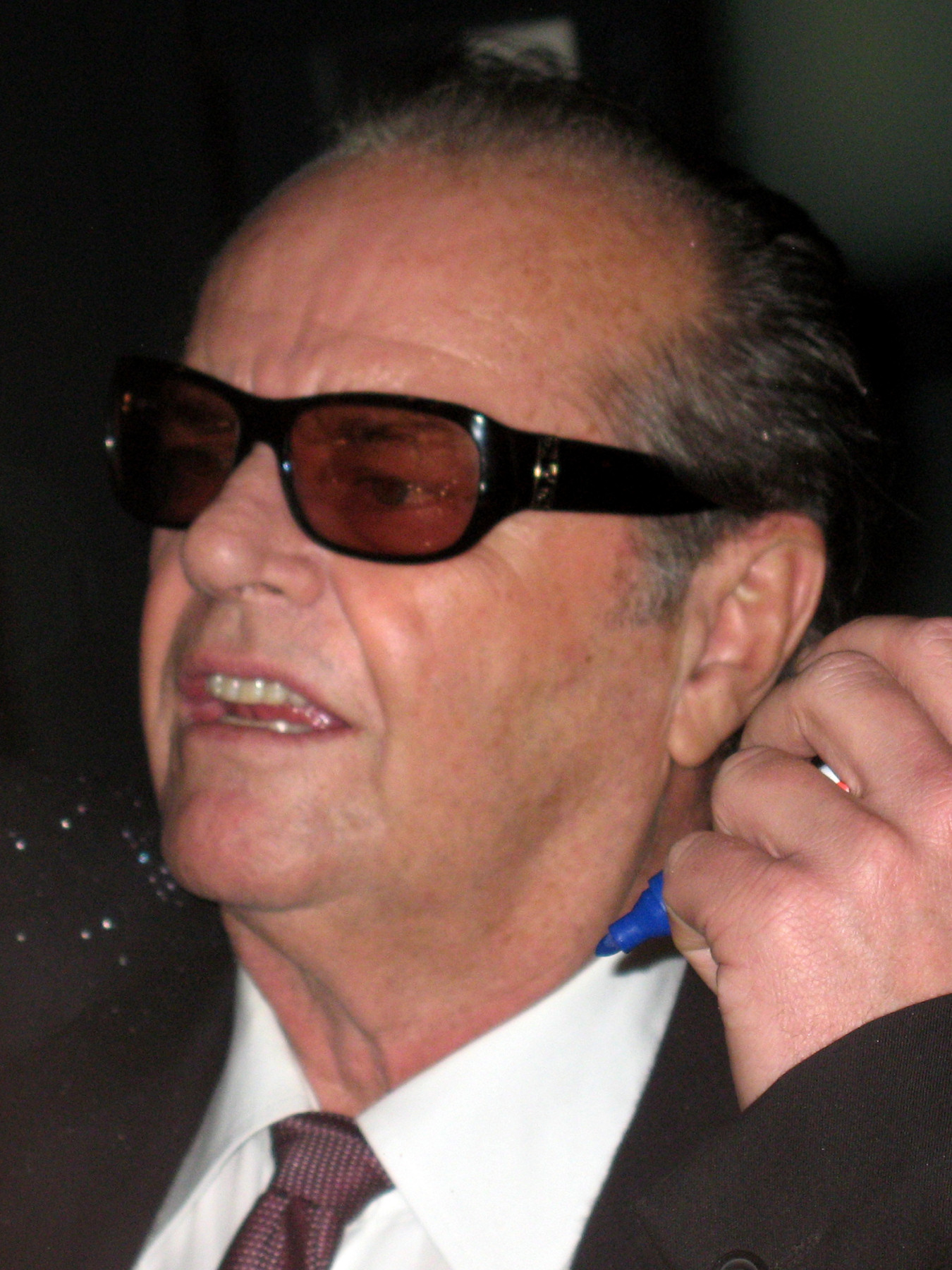
Jack Nicholson (ici en 2008) est l’interprète du journaliste David Locke qui change d’identité.

- Jack Nicholson (VF : Michel Paulin) : David Locke
- Maria Schneider : la jeune femme
- Jenny Runacre (VF : Lily Baron) : Rachel Locke
- Ian Hendry (VF : Gabriel Cattand) : Martin Knight
- Steven Berkoff : Stephen
- Ambroise Bia : Achebe
- José Maria Caffarel : le gardien d'hôtel
- James Campbell-Badiane : le docteur sorcier
- Manfred Spies : l'étranger allemand
- Jean-Baptiste Tiemele : le meurtrier
- Angel del Pozo : l'inspecteur
- Chuck Mulvehill (VF : Marc Cassot) : Robertson, l'homme que Locke retrouve mort

## Production

### Développement du projet
Au milieu des années 1960, Michelangelo Antonioni signe un contrat pour trois films avec le producteur Carlo Ponti et la MGM. Il est prévu initialement qu’il tourne ces films hors d'Italie. Après Blow-Up et Zabriskie Point, Antonioni fonde de grands espoirs autour d'un projet sur lequel il travaillera longtemps. Situé en Amazonie, le film doit s'appeler Techniquement douce (Tecnicamente dolce). Le titre s'inspire d'une phrase du physicien Robert Oppenheimer : « Si quelqu'un aperçoit une chose qui lui semble techniquement irrésistible [technically sweet], il s'y attache de fait. »
À l'origine, le scénario du film est à peu près celui-là : « Des vacances imprévues amènent là aussi un journaliste de trente-sept ans à la croisée des chemins : déçu par la politique, par un métier et une civilisation aliénants […], il part dans la jungle amazonienne à la recherche d'une existence plus libre et plus personnelle, au contact d'une nature à l'état pur. Mais l'avion qui l'emmène avec un de ses amis s'écrase à des centaines de kilomètres du lieu habité le plus proche. Dépourvus d'équipement, affamés, traqués par les cannibales […], les deux "passagers", au lieu de la libération attendue, trouvent la plus atroce des morts. » Les acteurs principaux prévus sont déjà Jack Nicholson et Maria Schneider.
Toutefois, en 1972, après le retour de Chine d'Antonioni, qui vient d'y tourner un documentaire, le producteur Carlo Ponti lui annonce son désengagement. Un nouveau projet apparaît alors, dans l'esprit guère éloigné du premier, à partir d'une histoire originale de Mark Peploe intitulée Fatal Exit. Antonioni lui confie l'écriture du scénario. Peploe, alors étranger au monde du cinéma, est le frère de Clara Peploe, la compagne d'Antonioni depuis la fin des années 1960, et sa future épouse.

Le réalisateur dira : 

« En tant que récit, je préférais Techniquement douce à Profession : reporter car il me concernait davantage : en effet, cela aurait pu m'arriver. […] Le reporter Locke (Jack Nicholson) veut changer et éliminer une partie de lui-même pour devenir un autre ; il approfondit donc davantage ce qui, pour le protagoniste de Techniquement douce, est simplement un vague besoin dans un moment de crise… Mais il y a tout de même une certaine ressemblance entre les deux personnages,. »

### Attribution des rôles
Pour incarner les deux personnages principaux, Antonioni choisit deux acteurs très en vogue à l'époque :
- Jack Nicholson, nommé trois fois aux Oscars pour Easy Rider, Chinatown et Cinq Pièces faciles ; ce film est le seul de sa carrière qu'il tourna hors des États-Unis ;
- Maria Schneider, quant à elle, avait été consacrée pour son rôle dans Le Dernier Tango à Paris de Bernardo Bertolucci, sorti deux ans plus tôt.

### Tournage
Antonioni avait le souci de donner un aspect documentaire à son film et celui-ci comporte des images d'archives. Y est notamment insérée une scène d'exécution capitale (réelle) d'un prisonnier politique dans un pays d'Afrique. Ce plan a été censuré dans de nombreux pays.
Le directeur de la photographie a également travaillé dans cette optique documentaire : il a le plus souvent utilisé une lumière naturelle et aucune scène n'a été tournée en studio, mise à part la scène finale. Ce plan séquence final (sans doute le plan le plus connu du film) dure 7 minutes. Un système ingénieux et complexe à base de tubes très légers permet à la caméra de passer à travers une fenêtre à barreaux avec une grande fluidité. Antonioni dit à ce propos :

« J'avais déjà la séquence finale en tête dès que j'ai commencé à tourner. Je savais, naturellement, que mon héros devait mourir, mais l'idée de le voir mourir me déplaisait. Alors j'ai pensé à une fenêtre et à ce qui était à l'extérieur, au soleil de l'après-midi. Pendant une seconde — juste une fraction de seconde — Hemingway me vint à l'esprit : Mort dans l'après-midi. Et l'arène. Nous avons trouvé l'arène et j'ai immédiatement compris que c'était l'endroit que je cherchais. Mais je ne savais pas encore comment réaliser une si longue prise. J'avais entendu parler de la caméra canadienne mais je n'avais pas la moindre idée de ses possibilités. […] J'ai rencontré les techniciens britanniques, experts en caméra, et nous avons décidé d'essayer. Il y avait de nombreux problèmes à résoudre. Le problème majeur était que la caméra était une 16 mm et qu'il me fallait une 35 mm. La modifier signifiait modifier tout son équilibre puisque la caméra est montée sur une série de gyroscopes. »

— Entretien avec Betty Jeffries Demby et Larry Sturbahn

« Une foule très nombreuse assistait chaque jour à nos efforts. Lorsque finalement, au onzième jour, nous parvînmes à réaliser la première des deux bonnes prises de vues, il y eut un long applaudissement, comme dans un stade lorsqu'un joueur marque un but. »

— Carlo Di Carlo

## Analyse et commentaires
Le choix du nom du héros du film, Locke, n'a rien de fortuit et renvoie au philosophe anglais John Locke, un de ceux qui ont le plus médité sur la liberté humaine.
Avec Profession : reporter, Antonioni dresse, à nouveau, « le portrait d'individus en proie à de profonds problèmes existentiels. » Le reporter David Locke (Jack Nicholson) est si « désenchanté de sa propre existence qu'il est prêt à la troquer contre celle d'un autre, fût-il un parfait inconnu. » Profession : reporter a pour thème une question qui n'a eu de cesse de préoccuper Antonioni : la fuite vers une expérience d'un autre ordre.
« Le photographe de Blow-Up est maintenant reporter à la télévision », écrit Aldo Tassone. « Ainsi pourrait-on commencer à parler de Profession : reporter, même si dix années le séparent de Blow-Up. Ces deux films "intimistes d'aventures" (selon l'expression du réalisateur lui-même), qui ont pour protagonistes deux professionnels de la communication, semblent avoir été tournés l'un à la suite de l'autre. À y regarder de plus près, le second volet de ce diptyque était […] déjà annoncé dans le premier, puisque sur un mur de l'atelier de Thomas (David Hemmings), le photographe de Blow-Up, était exposée une gravure représentant une caravane dans le désert : simple coïncidence ? »
Toutefois si, dans Blow-Up, les personnages s'imaginent trouver cette expérience dans d'autres lieux, Profession : reporter « opte pour une solution plus radicale : la fuite dans la peau d'un autre individu. » En réalité, David Locke, le reporter, paraît surtout fatigué de jouer un rôle de spectateur permanent — et surtout impuissant —, d'évènements qui se déroulent devant lui. « Il veut le rôle d'un participant et le changement d'identité ne semble pas immédiatement entraîner de complications. » « Lui qui se contentait de porter objectivement témoignage au sujet du monde se trouve contraint, tout à coup, d'y participer », nuance Freddy Buache.
Sous l'apparence d'un thriller décalé — comme l'était déjà L'avventura en 1960 —, Profession : reporter est ainsi « le film le plus romantique d'Antonioni et le plus inexorable. En échangeant une réalité non souhaitée contre une fuite consolante vers une existence de rêve et d'imagination, Locke vit une aventure romantique. Il cherche à s'émanciper des entraves qui l'ont attaché à un mariage et à un métier semblablement marqués par la tyrannie de l'ancrage. »
Aldo Tassone use de rapprochements avec le destin de Feu Mathias Pascal de Luigi Pirandello afin, précisément, d'en établir les différences. « J'étais seul désormais, et je n'aurais pu être plus seul sur la terre, délivré dans le présent de tout lien, absolument maître de moi, soulagé du fardeau de mon passé et avec devant moi un avenir que je pourrais façonner à ma guise […] Comme je me sentais léger ! Ah oui une paire d'ailes », dit le héros de Pirandello. « Ces mots pourraient s'appliquer à Locke/J. Nicholson, suspendu entre ciel et mer, dans le téléphérique qui survole le port de Barcelone. […] Mais, si le drame de Mathias Pascal est de n'être personne pour la société, le drame de Locke est d'être — pour lui et pour les autres — deux personnes et de devoir fuir deux fois », fait remarquer Tassone.
« L'idée de pouvoir changer, de devenir quelqu'un d'autre porte aussi en elle un processus de mort. Lorsque Locke décide de s'emparer de l'identité de l'autre homme (un trafiquant d'armes), il hérite également de la mort de celui-ci », écrit de son côté Stig Björkman. Dans Profession : reporter, l'aboutissement est le même pour les deux personnages « d'un côté et de l'autre du miroir. La mort apparaît comme aussi inévitable pour David Locke […] qu'elle le fut pour Robertson (Chuck Mulvehill) au début. Ce dernier pressentait d'ailleurs son séjour en Afrique — et sur terre — comme l'attente d'une fin inéluctable. Dans les sept minutes de la séquence terminale, leurs destinées se rejoignent. » La chambre d'hôtel dans laquelle Locke va mourir ressemble fort à celle dans laquelle les deux hommes se sont rencontrés à l'orée du récit. « La même attente calme et le sentiment d'irréversibilité enrobent la scène. » « Le choix d'Antonioni est de dédramatiser, d'"annuler" l'évènement », souligne encore Björkman, qui écrit, plus haut : « Dans cette séquence, la caméra est neutre, presque indifférente, et ne cherche ni à faire naître une identification, ni à suggérer au moyen d'un langage expressif. C'est comme si le réalisateur avait voulu lui laisser le rôle de conteur. »

Antonioni confirme : 

« Dans mon film, je n'ai pas agi sur la réalité. Je l'ai regardée du même regard avec lequel le héros, un reporter, regarde les évènements qu'il est en train de filmer. L'objectivité est l'un des thèmes du film. Si vous observez bien, il existe deux documentaires dans Profession : reporter : celui de David Locke sur l'Afrique et le mien sur lui. »

« Qu'est-ce qui fait de cette “métaphore sur l'impossibilité de sortir de soi et de trouver la réalité ailleurs qu'en soi […]” (Stefano Reggiani) l'une des œuvres les plus bouleversantes de son auteur ? », s'interroge Aldo Tassone. « Par sa structure narrative, la plus complexe et la plus elliptique du cinéma d'Antonioni, son dosage raffiné des couleurs (une prodigieuse variété de blancs et d'ocre) et des sons (l'imperceptible mélodie de la flûte dans le désert), Profession : reporter est peut-être l'un des plus beaux films muets des soixante dernières années », répond-il, et de conclure sur une réflexion émise par l'écrivain Alberto Moravia : « Le double suicide de Locke projette une lumière révélatrice sur le monde occidental auquel il appartient, et devient exemplaire d'une condition universelle. »
Dans le roman de Pirandello, Feu Matthias Pascal, le protagoniste se fait passer pour mort, change d'identité, mais ne parvient pas à se libérer lui-même car, même dans la peau et la vie d'un autre, il retrouve alors sa propre vie. Alors Antonioni témoigne : « Si j'avais pensé à Matthias Pascal, je n'aurai probablement pas fait le film. J'avoue qu'il ne m'est pas venu à l'esprit, ni pendant l'écriture du scénario, ni pendant le tournage. Je m'en suis souvenu après, plus tard, une fois le travail achevé. Je suis allé relire le livre de Pirandello et, honnêtement, je dois dire que les deux histoires sont très différentes. Il s'agit de deux façons différentes d'envisager un changement d'identité. »
Enfin, Stig Björkman note : « Il reste un point d'interrogation. Le choix de la date du dernier jour du récit, le 11 septembre 1973, est-il dû au hasard ? Le même jour eut lieu le coup d'État au Chili durant lequel le président élu Salvador Allende fut assassiné. Un évènement qui n'a pas pu échapper à l'attention d'Antonioni et de ses coscénaristes, Mark Peploe et Peter Wollen. »
Quant à Antonioni, il a déclaré : « Je considère Profession : reporter comme un de mes films les plus aboutis au niveau de l'esthétique. Je considère également que c'est un film politique puisqu'il traite des rapports de l'individu avec la société. »